# Космічна станція 3D
Космічна станція 3D  — документальний фільм про Міжнародну космічну станцію в форматі IMAX 3D. Знятий кінокомпанією IMAX Corporation у співпраці з космічним агентством NASA. Це є перший 3D-фільм, знятий у відкритому космосі. Фільм знімався в період з лютого по липень 2001 року, а операторами та акторами виступили самі космонавти, які перебували на станції в цей час.
В оригіналі (англійською мовою) фільм був озвучений відомим американським актором Томом Крузом.